# بنوا دلوم
بنوا دلوم (انگلیسی: Benoît Delhomme؛ زادهٔ ۲۸ اوت ۱۹۶۱) فیلم‌بردار اهل فرانسه است.

## گزیده فیلم‌شناسی
- بوی خوش پاپایای سبز (۱۹۹۳)
- سایکلو (۱۹۹۵)
- شباهت‌های خانوادگی (۱۹۹۶)
- خانوم جولی (۱۹۹۹)
- از دست رفتن معصومیت جنسی (۱۹۹۹)
- با یا بدون تو (۱۹۹۹)
- ساد (۲۰۰۰)
- آنجا ساعت چند است؟ (۲۰۰۱)
- آدولف (۲۰۰۲)
- تاجر ونیزی (۲۰۰۴)
- پیشنهاد (۲۰۰۵)
- شکستن و وارد شدن (۲۰۰۶)
- ۱۴۰۸ (۲۰۰۷)
- پسری در پیژامه راه راه (۲۰۰۸)
- اتاق گفتگو (۲۰۱۰)
- شانگهای (۲۰۱۰)
- یک روز (۲۰۱۱)
- پسر هیچ‌کس (۲۰۱۱)
- وایلد سالومه (۲۰۱۱)
- بی‌قانون (۲۰۱۲)
- تحت تعقیب‌ترین مرد (۲۰۱۴)
- نظریه همه‌چیز (۲۰۱۴)
- دولت آزاد جونز (۲۰۱۶)